# Harpacticus flexus
Harpacticus flexus är en kräftdjursart som beskrevs av Brady och D. Robertson 1873. Harpacticus flexus ingår i släktet Harpacticus och familjen Harpacticidae. Arten är reproducerande i Sverige. Inga underarter finns listade i Catalogue of Life.